# Bunuri mobile din domeniul artă decorativă clasate în patrimoniul cultural național al României aflate în județul Covasna
Acestă listă conține bunurile mobile din domeniul artă decorativă clasate în Patrimoniul cultural național al României aflate la momentul clasării în județul Covasna.

## Tezaur
| Foto | Informații generale      | Detalii tehnice | Descriere | Deținător                                 | Legături |
| ---- | ------------------------ | --- | --- | ----------------------------------------- | -------- |
|      | Casula                   | Școală: Atelier italian; atelier transilvănean Descoperit: Sânzieni Material: mătase; catifea; bumbac; brocart; alto basso; lampas; broderie      | Casula cu blazonul lui Andrei Báthory, Cardinal romano catolic și Principe Episcop de Warmia între anii 1589-1599 (precum și Principe al Transilvaniei între 1598-1599). Casula este asamblată din două tipuri de material: un brocart din catifea de mătase roșie și aurie (țesut cu motivul rodiei – după un tipar complex, specific atelierelor florentine din ultimul sfert al secolului al XV-lea – în tehnica alto basso) și două fâșii late din lampas de mătase, țesut cu motive vegetale stilizate, într-un atelier italian activ în cursul secolului XV; locul de îmbinare al celor două tipuri de material este acoperit de panglici țesute din mătase albă (incomplete în prezent). Armoariile Cardinalului Andrei Báthory sunt brodate pe bordura părții dorsale a casulei. | Muzeul Național Secuiesc, Sfântu Gheorghe | Cimec    |
|      | Medalion                 | Datare: Sec. XVIII Școală: Occidentală Material: pietre prețioase; turnare; încastrare                                                            | Medalion de formă ovală, cu geam la interior și anou de prindere. Aversul are sudat un motiv floriform format din două flori de crin cu opt diamante, care încadrează o casetă ovală cu smarald siberian șlefuit. Lateralele casetei prevăzute cu două mici casete triunghiulare cu două diamante în interior. Reversul este neted și prezintă un marcaj de atelier (literele J.S.). | Colecții particulare, Timiș               | Cimec    |
|      | Cercei ajurați           | Datare: Sec. XVI - XVII Școală: Occidentală, atelier transilvănean Material: arginr; aur; pietre prețioase; turnare; ajurare; încastrare          | Pereche de cercei identici, cu verigă semicirculară și mobilă, fixată printr-un nit de o ramă ajurată, ornamentată cu motive vegetal-florale; în mijlocul piesei se află câte o perlă mare baroc, fixată cu nit de aur și alte trei perle, fixate tot cu nit de aur. Ornamentul se completează cu trei smaralde, fixate în casete ovale. | Colecții particulare, Timiș               | Cimec    |
|      | Inel bandiform           | Datare: Sec. XVIII Școală: Occidentală Material: Aur; ștanțare; turnare; cizelare; gravare                                                        | Inel din aur, bandiform, ornamentat la exterior prin ștanțare, turnare, cizelare, gravare și prin sudarea unor motive zodiacale, încadrate de două registre de ornamente vegetale. | Colecții particulare, Timiș               | Cimec    |
|      | Brățară                  | Datare: Sec. XVIII - XIX Școală: Occidentală Material: aur; argint; pietre prețioase; ștanțare; incizare; gravare; încastrare                     | Brățară realizată din foaie de aur, din cinci ghilduri mai mici și unul mare (închizătoarea) fixate între ele cu ajutorul unor balamale mobile. Ghildul închizătoare decorat cu un diamant central mare, șlefuit în formă de roză și fixat cu ajutorul a opt ghiare de argint, celelalte ghilduri fiind ornamentate în aceeași manieră cu diamante mici, fixate cu câte patru ghiare din argint. Diamantele sunt flancate de câte două smaralde, fixate în casete ovale. La exterior, în zona balamalelor, câte un smarald fixat în casetă ovală. Ghildul închizătoare are în colțuri, câte un rubin. Ghildurile brățarii au fost ornamentate suplimentar cu un ornament geometric, realizat prin incizare și gravare. Pe reversul piesei, patru din cele șase casete cu diamante au fixate cu patru știfturi din metal comun. | Colecții particulare, Timiș               | Cimec    |
|      | Cercei cu pandantiv      | Datare: Sec. XVII Școală: Occidentală/ italian Material: aur; pietre prețioase; turnare; încastrare; cizelare                                     | Pereche de cercei identici, din aur, cu verigă circulară, fixată într-un buton sferic prevăzut cu anou, de care este fixat pandantivul. Pandantivul se compune din trei elemente: (1) verigă plată circulară, prevăzută cu o placă-balama (2) cu patru urechiușe laterale și în mijloc cu un diamant care acoperă nitul de fixare. De ea atârnă: o placă discoidală (3) în care au fost fixate, într-un chenar casetat, opt diamante, iar în centru, într-o casetă torsadată, un cristal de stâncă. | Colecții particulare, Timiș               | Cimec    |
|      | Cercei cu pandantiv      | Datare: Sec. XIX Școală: Occidentală Material: argint aurit; pietre semiprețioase; turnare; ștanțare; filetare; filigranare; ajurare; încastrare  | Pereche de cercei identici. Se compun din trei segmente: 1. Placă ajurată floriformă filigranată, prevăzută pe revers cu verigă semicirculară cu închizător în partea superioară, ornamentată cu cinci granate dispuse pe margini și una în centru, în casete ovale; 2. de ea atârnă, printr-o placă cârlig, o placă ajurată în formă de fundă-fantezi, ornamentată în aceeași manieră, cu trei granate. 3. ultimul segment, fixat de asemenea printr-o placă cârlig, este cordiformă și ornamentată în aceeași manieră, cu câte 5 granate. | Colecții particulare, Timiș               | Cimec    |
|      | Cercel cu pandeloc       | Datare: Sec. XVII - XVIII Școală: Occidentală/ atelier italian Material: Aur; pietre semiprețioase; turnare; mozaicare; filigranre; granulare     | Cercel alcătuit din două segmente: 1. placă ovală, de care a fost fixată prin sudare veriga de prindere iar câmpul central al piesei a fost ornamentat prin tehnica mozaic, cu pietre semiprețioase, albe, roșii și verzi, cu motiv floral: 3 flori albe pe câmp verde; marginea casetei are un chenar din sârmă filigranată. 2. placa centrală de formă ovală, de care a fost sudată în partea superioară, o placă triunghiular-rombică cu trei lobi la bază și cu doi butoni; pe latura plăcii ovale au fost sudate câte o placă de formă semilunară, prevăzută cu cinci butoni; în partea de jos a plăcii ovale, a fost sudată o placă cordiformă cu cinci butoni; placa central ovală a fost ornamentat prin tehnica mozaic, cu pietre semiprețioase, albe, roșii, verzi, cu un motiv zoomorf (lebăda albă, din profil, pe câmp verde); marginea plăcii ovale are un chenar granulat; plăcile laterale semilunare sunt ornamentate în aceeași tehnică, cu motive vegetale albe, pe câmp roșu; placa cordiformă a fost ornamentată în aceeași manieră cu două flori albe pe câmp verde; placa triunghiular-rombică are ornament mozaic cu motiv vegetal-floral; floare de crin albă pe fond roșu, iar lobii de la baza ei sunt decorați cu trei flori, două albe pe fond roșu și una albă în câmp verde. | Colecții particulare, Timiș               | Cimec    |
|      | Broșă                    | Datare: Sec. XVII - XVIII Școală: Occidentală/ atelier italian Material: Aur; pietre semiprețioase; turnare; mozaicare; filigranre; granulare     | Broșă cu agrafă de prindere și cheiță de siguranță sudată pe mijlocul reversului dar și cu două cârlige în partea superioară și inferioară. Piesa se compune dintr-o placă centrală de formă ovală, cu chenar dublu granulat. Câmpul central ornamentat în tehnica mozaic, cu pietre semiprețioase, albe pentru figura centrală și verzi pentru fond, prezintă un personaj masculin în costum antic stând pe tron (zeitate?), redat în profil, ținând în mâna dreaptă un toiag; în partea superioară a plăcii a fost sudată o placă polilobată cu 5 butoni și chenar filigranat, ornamentată în aceeași tehnică, cu motive florale: 3 flori albe pe fond verde și două pe fond roșu. Pe laturile plăcii centrale, au fost sudate două plăci semilunare și două pentagonale, care suprapun parțial pe cele semilunare. Plăcile pentagonale, cu chenar filigranat și granule în colțuri, au în centru un motiv floral filigranat-granulat. Plăcile semilunare cu chenar filigranat, sunt prevăzute cu patru butoni mai mici și unul mare central, decorat cu două inele filigranate, au un ornament vegetal mozaicat: flori de crin albe pe fond roșu. În partea inferioară a plăcii centrale, a fost sudată o placă dreptunghiulară îngustă cu chenar filigranat decorată cu 9 triunghiuri de culoare verde închis, pe fond verde deschis. De aceasta a fost sudată o placă cordiformă cu chenar filigranat preăzută cu trei butoni exteriori, cel central (de jos) mai mare și cu două inele filigranate. Câmpul central este decorat cu un motiv floral: trei flori albe într-un câmp verde, despărțite de trei granule sudate (două mari și una mai mică). | Colecții particulare, Timiș               | Cimec    |
|      | Ac de păr                | Datare: Sec. XVII Școală: Occidentală, atelier transilvănean Material: argint aurit; pietre semiprețioase; turnare; ajurare; încastrare           | Ac de păr (pălărie) cu cap floriform ajurat, ornamentat pe margine cu 3 perle baroc, fixate cu câte un nit de argint aurit și 3 pietre verzi, fixate în casete dreptunghiulare. În centru, o perlă baroc, fixată cu un nit de argint aurit. Acul sudat pe revers. | Colecții particulare, Timiș               | Cimec    |
|      | Ac de păr                | Datare: Sec. XVII Școală: Occidentală, atelier transilvănean Material: argint aurit; pietre semiprețioase; turnare; ajurare; încastrare; emailare | Ac de păr (pălărie) cu cap floriform, cu ramă dublă; prima ramă cu chenar traforat-ajurat are un ornament floriform, constituit din patru (una lipsă) perle baroc, fixate cu câte un nit din argint aurit, ce alternează cu patru almandine, fixate în casete ovale prevăzute cu 6 ghiare. În centru se află butonul acului, ce are în jur petale emailate de culoare verde. A doua ramă este ajurată și sudată pe reversul primei. Este ornamentată cu email alb și albastru și are un motiv floriform: coșulețe cu flori ce alternează cu câte o floare. | Colecții particulare, Timiș               | Cimec    |
|      | Cercei cu pandeloc       | Datare: Sec. XVIII - XIX Școală: Occidentală/ atelier italian Material: aur; pietre semiprețioase; ștanțare; turnare; încastrare                  | Doi cercei identici din care se păstrează numai pandelocurile, reprezentând o creangă cu fructe. În partea superioară se află o foaie de aur răsucită, de care este sudat un anou. În partea inferioară a fost sudată o foaie de aur răsucită în sens invers, prin care traversează un fir de aur îndoit, cu terminațiile împodobite cu două boabe de coral. Între capetele răsucite se află sudată o a treia mărgea de coral. Partea centrală a piesei este reprezentată de o ramă ovală, din foaie de aur, pe ale cărei laturi au fost fixate două foi de aur răsucite, prevăzute în centru cu câte un buton. De partea sa superioară au fost fixate cele două foi de aur răsucite ale părții superioare. În partea sa inferioară a fost fixată o altă foaie răsucită, tăiată în două, în mijloc fiind fixată o mărgea de coral cu nit de fixare. În rama părții centrale a fost fixat cu gheare, un coral cu imaginea unui personaj masculin redat din profil, alte două mărgele de coral flanchează coralul cu motivul antopomorf. | Colecții particulare, Timiș               | Cimec    |
|      | Ac de păr                | Datare: Sec. XVII Școală: Occidentală, atelier transilvănean Material: argint aurit; pietre semiprețioase; turnare; ajurare; încastrare; emailare | Piesa a: ac de păr cu montură dublă: aversul ornamentat cu casete, în care au fost încastrate pietre semiprețioase: 5 almandine (una lipsă) în casete ovale și 4 perle baroc, fixate cu nit de argint aurit, în jurul cărora se află un chenar din sârmă de argint răsucită. În centru, o altă perlă baroc, în jurul căreia sunt dispuse granule mai mici decorate cu email alb, iar în vârful perlei se află un almandin mai mic. Reversul este o ramă ajurată, cu motiv floral, decorat cu email alb și albastru. Acul este dublu și este sudat pe ramă. | Colecții particulare, Timiș               | Cimec    |
|      | Ac de păr                | Datare: Sec. XVII Școală: Occidentală, atelier transilvănean Material: argint aurit; pietre semiprețioase; turnare; ajurare; încastrare; emailare | Piesa b: ac de păr cu montură dublă: aversul ornamentat cu casete, în care au fost încastrate pietre semiprețioase: cinci almandine în casete ovale și patru perle baroc, fixate cu nit de argint aurit, în jurul cărora se află un chenar din sârmă de argint răsucită. În centru, o altă perlă baroc, în jurul căreia sunt dispuse granule mai mici perlate din argint, iar în vârful perlei se află un almandin mai mic. Reversul este o ramă ajurată, cu motiv floral, decorat cu email alb și albastru. Acul este dublu și este sudat pe ramă. | Colecții particulare, Timiș               | Cimec    |
|      | Pandantiv cu pandelocuri | Datare: Sec. XVIII Școală: Occidentală Material: aur; pietre semiprețioase; turnare; ajurare; emailare; încastrare                                | Pandantiv de aur, constituit din trei segmente, mobile și fixate între ele cu anouri. Segmentul 1: formă cruciformă, pe un suport crucifor au fost fixate în casete ovale 3 almandine, iar în centru, într-o casetă dreptunghiulară, un rubin(?). În zona de contact cu segmentul, pe avers, într-o casetă ovală un turcoaz. Segmentul 2: pe o ramă rombică, au fost prinse cu ajutorul unor nituri, două motive ajurate identice, ilustrând două flori, marginile petalelor fiind decorate cu email alb, roșu și albastru; între petale au fost fixate, opt perluțe și una mai mare în centru, fixate cu nit de aur; în jurul perlelor centrale, se află un chenar de peruzele. Segmentul 3: este alcătuit de pandelocuri. De colțul inferior al ramei rombice atârnă un pandeloc cu almandin, fixat într-o casetă cordiformă, prevăzut în plus cu pandeloc cu perlă. De cele două rame florale ajurate, atârnă câte două almandine. | Colecții particulare, Timiș               | Cimec    |
|      | Colier cu pandantiv      | Datare: Sec. XVI - XVII Școală: Atelier occidental Material: aur; argint; pietre prețioase; turnare; ajurare; emailare; încastrare                | Colier aur din 18 plăcuțe ajurate în formă de rozetă cu șase petale, realizate prin turnare și decorate la exterior cu email negru. Plăcuțele sunt legate între ele cu câte două lănțișoare din argint. În mijlocul fiecărei plăcuțe se află nouă perle baroc fixate cu câte un nit de aur și șase diamente ce au defecte, fiecare diamant fixat într-o casetă trapezoidală, prevăzută fiecare cu câte patru ghiare. Închizătoarea este reprezentată printr-un cârlig din argint, ce se petrece pe un anou din aur al ultimei plăcuțe-rozetă. Piesa este prevăzută cu un pandantiv cu lănțișor din argint, din zale și mici perle baroc (zece), de care atârnă miniatura Sf. Gheorghe omorând dragonul. Sf. Gheorghe este redat în armură de cavaler medieval, cu email albastru și striații de aur; coiful, fără vizieră, are un panaj înalt. Privirea îndreptată către dragon, iar în mâini ține lancea ce străpunge gura dragonului. Calul, redat cu email alb, are harnașamentul realizat prin email albastru și striații de aur, iar pe crupă se află un mic diamant într-o casetă pătrată. Dragonul are capul redat cu email albastru, corpul cu email verde, aripile cu email albastru și violet, iar pe aripi de află câte un smarald și un rubin, fixate în casete pătrate. Coada cu email verde și violet. Colierul a suferit o modificare prin adăugarea ulterioară a pandantivului-dragon, prilej cu care au fost adăugate și zalele din argint și cârligul de închidere a colierului. | Colecții particulare, Timiș               | Cimec    |